# Nữ thần Công lý

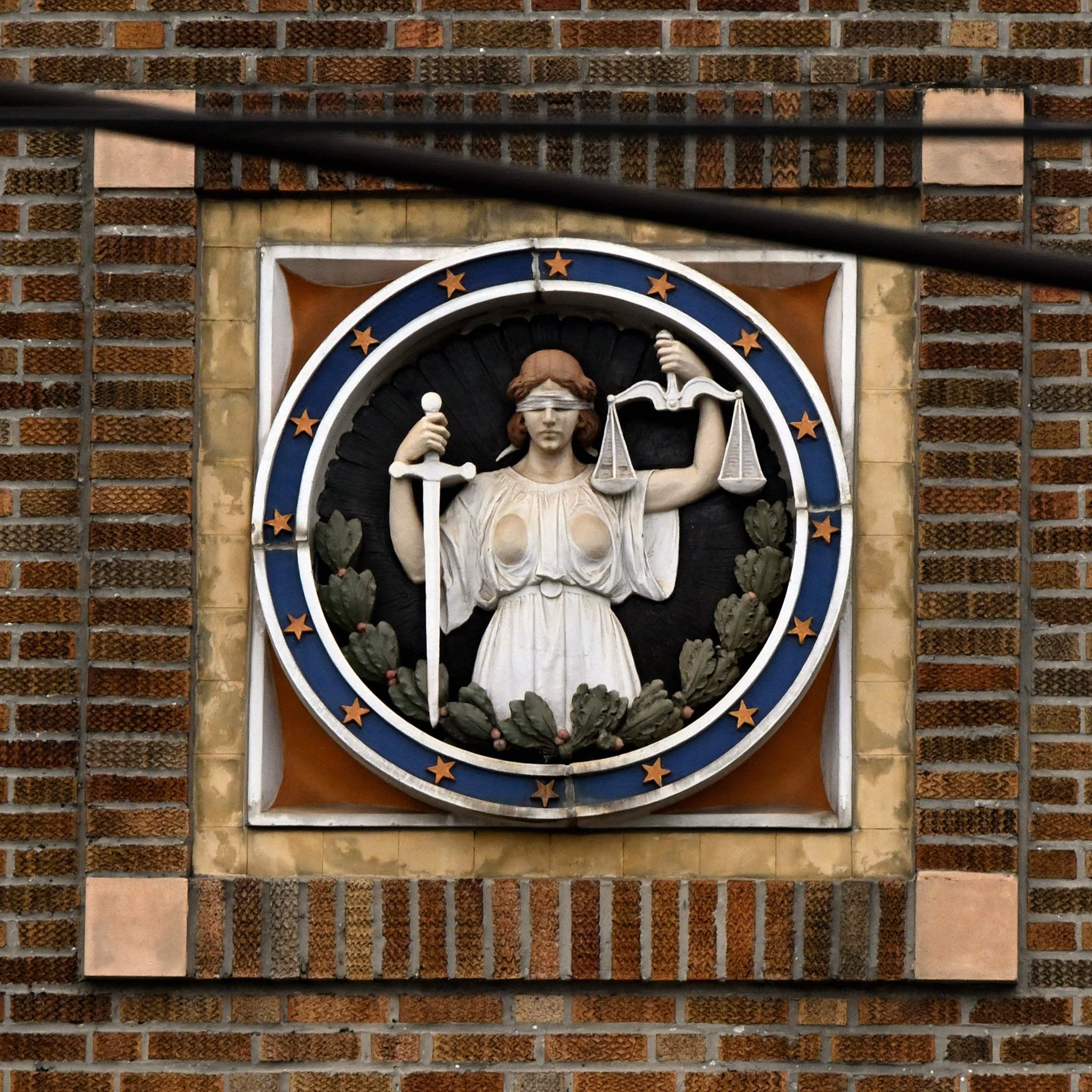
Chạm nổi về nữ thần công lý ở Mỹ

Nữ thần công lý (tiếng Latin: Justitia) là một nhân vật nữ được cách điệu hóa để trở thành một biểu tượng của công lý, pháp luật hay xét xử trong hệ thống Tư pháp. Nữ thần công lý đã được khắc hoạ, miêu tả với bốn biểu tượng đặc trưng:
- Chủ thể là một người phụ nữ thể hiện sự uyển chuyển mềm mại của pháp luật, không rập khuôn
- Cầm một thanh gươm biểu tượng cho quyền lực cưỡng chế, quyền uy của toà án và cơ quan tư pháp nhưng thanh gươm này được hạ xuống thể hiện sự cưỡng chế có suy xét.
- Một chiếc cân để phân định cái thiện và cái ác, biểu tượng cho lẽ phải, sự công bằng, chính trực, nghiêm minh, không thiên vị
- Một chiếc khăn bịt mắt tượng trưng cho ý tưởng công lý "mù loà", đề kháng, đối lập lại những áp lực, ảnh hưởng từ bên ngoài.

## Một số nhân vật
- Người Ai Cập có nữ thần Maat và Isis được coi là biểu tượng công lý ở xứ này
- Người Hy Lạp có nữ thần Themis và nữ thần Dike được công nhận là nữ thần công lý
- Người La Mã có một nữ thần công lý và sau này hình tượng nữ thần công lý được phổ biến ra khắp thế giới

## Châm biếm
bằng ngòi bút biếm họa của mình đã đưa ra một hình ảnh về chế độ phi pháp quyền, một nền công lý giả tạo mà người Pháp áp đặt tại Việt Nam thông qua mô tả về hình ảnh nữ thần công lý là "Công lý được tượng trưng bằng một người đàn bà dịu hiền, một tay cầm cân, một tay cầm kiếm. Vì đường từ Pháp đến Đông Dương xa quá, xa đến nỗi sang được tới đó thì cán cân đã mất thăng bằng, đĩa cân đã chảy lỏng ra và biến thành những tẩu thuốc phiện hoặc những chai rượu ty, nên người đàn bà tội nghiệp chỉ còn lại độc cái kiếm để chém giết. Bà chém giết đến cả người vô tội, và nhất là người vô tội".

## Những bức tượng
- Lady Justice with sword, scales and blindfold on the Gerechtigkeitsbrunnen in Berne, Thụy Sĩ—1543
- Supreme Court of Brazil, 1961
- Sculpture of Lady Justice on the Gerechtigkeitsbrunnen in Frankfurt, Đức
- Justitia, outside the Supreme Court of Canada, Ottawa, Canada
- The Central Criminal Court or Old Bailey, London, UK
- Themis, Itojyuku, Shibuya-ku, Nhật Bản
- 19th-century sculpture of the Power of Law at Olomouc, Cộng hòa Séc—lacks the blindfold and scales of Justice, replacing the latter with a book
- Themis, Chuo University, Tama-shi, Nhật BảnThemis, Chuo University, Tama-shi, Nhật Bản
- Statue of Lady Justice depicted as Themis above the Old Supreme Court building in Hong Kong
- The Law, by Jean Feuchère
- Shelby County Courthouse, Memphis, Tennessee, USA
- Justitia, Tehran courthouse, Tehran, Iran
- Themis, outside the Supreme Court of Queensland, Brisbane, Queensland, Australia
- "Justice" by Diana Moore, Federal court house, Newark, New Jersey, USA